# Postamt Haldensleben

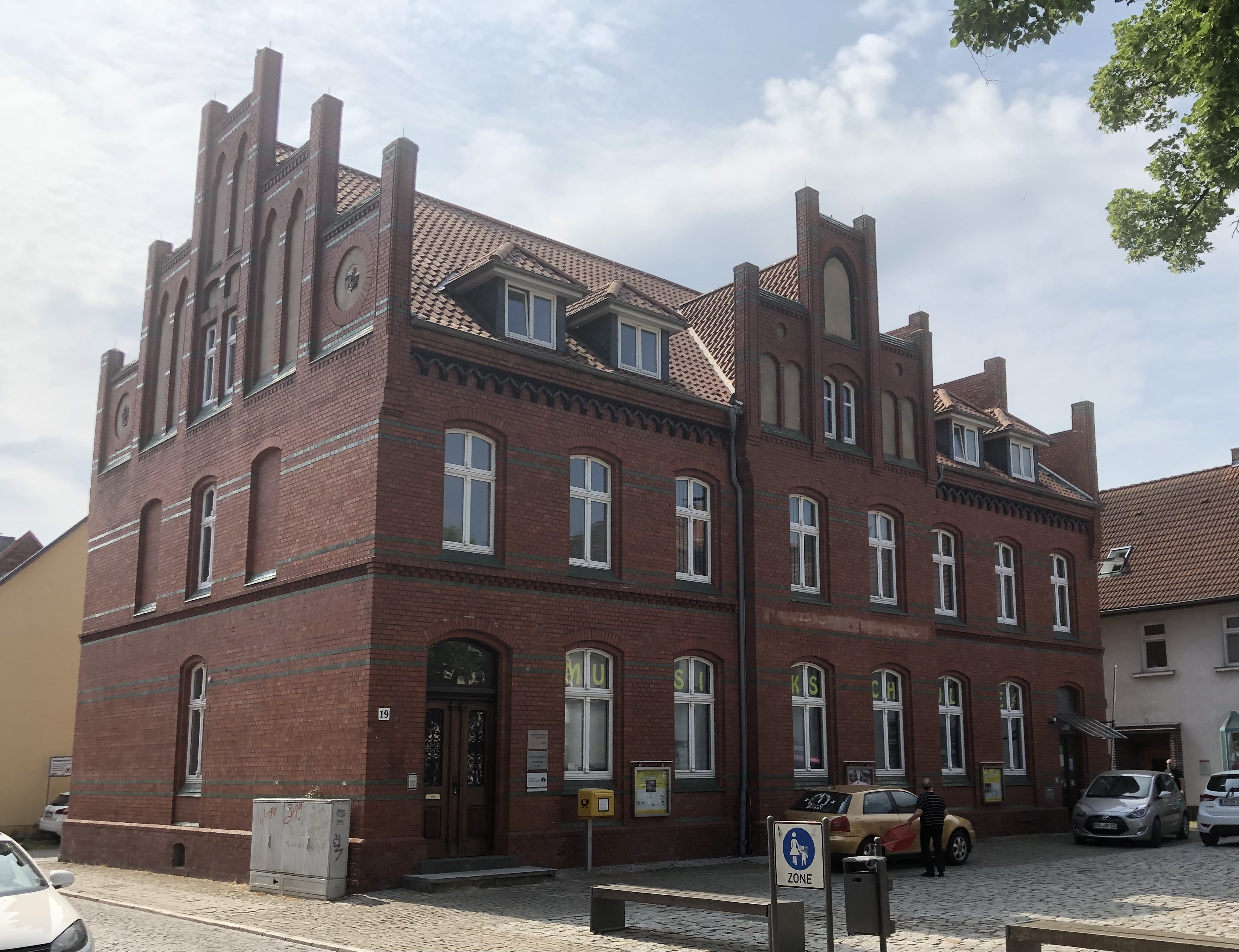
Ehemaliges Postamt Haldensleben im Jahr 2021

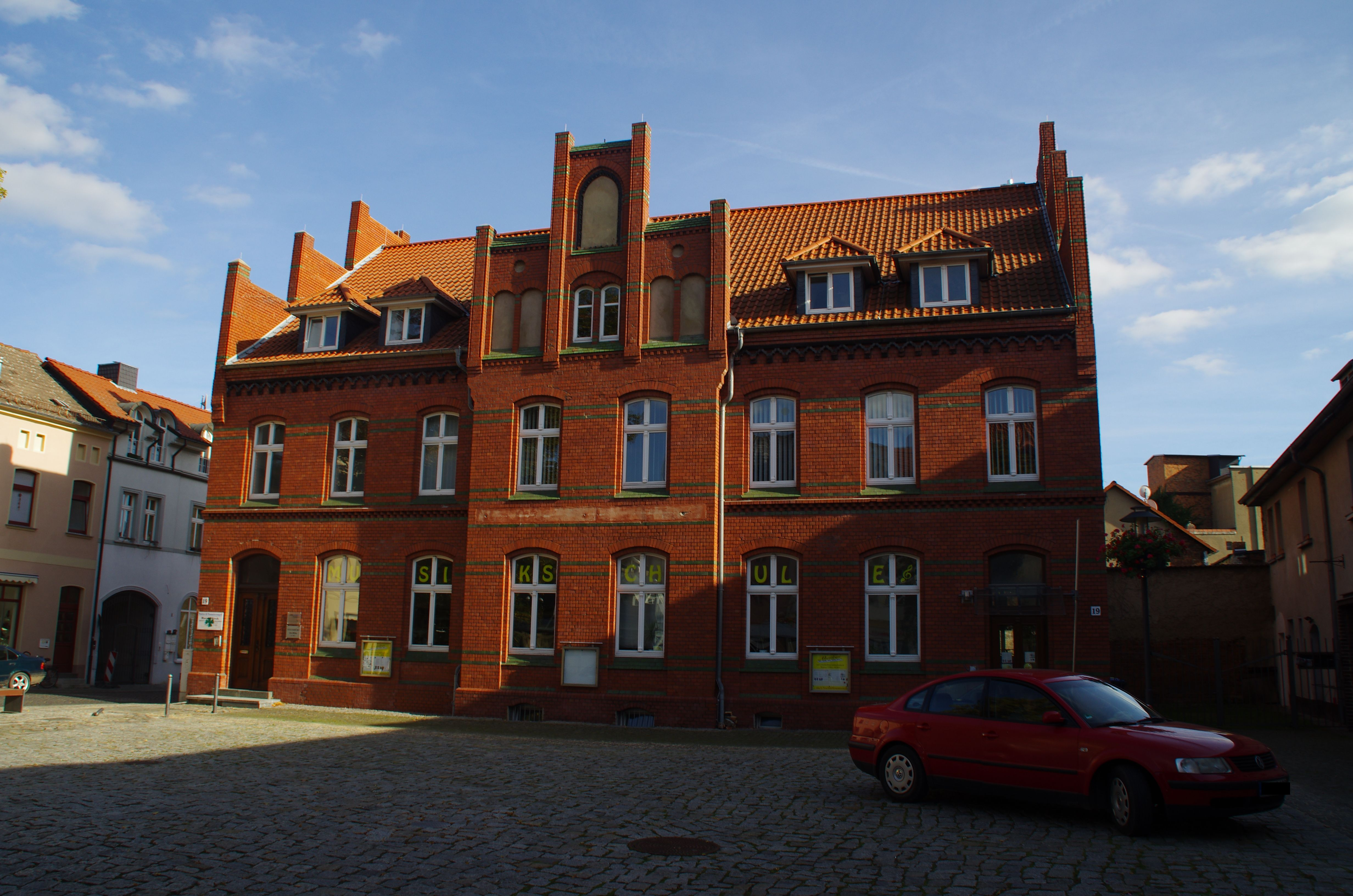
2012

Das Postamt Haldensleben ist ein denkmalgeschütztes ehemaliges Postamt in der Kreisstadt Haldensleben in Sachsen-Anhalt. Aktuell (Stand 2021) ist es Sitz einer Musikschule.

## Lage
Das ehemalige Postamt steht an der Südostseite einer platzartigen Erweiterung der Hagenstraße in der Haldensleber Altstadt an der Adresse Hagenstraße 19. Unmittelbar östlich des Hauses verläuft die Jacobstraße.

## Architektur und Geschichte
Das Zweigeschossige aus roten Klinkern errichtete Gebäude entstand im Jahr 1889 als Postgebäude. Die zum Platz weisende Fassade ist symmetrisch achtachsig ausgeführt und wird von einem zweiachsigen flachen Mittelrisalit geprägt. Der Risalit hat einen Ziergiebel mit Blendbögen im Stil der norddeutschen Backsteingotik. Die Giebel an den schmalen Seiten sind ähnlich. Horizontal sind die Fassaden durch Gesimse gegliedert. 
Die Nutzung als Postamt endete in den 1930er Jahren, als die Post ein Gebäude in der Nähe des Bahnhofs Haldensleben bezog.
Im örtlichen Denkmalverzeichnis ist das Postamt unter der Erfassungsnummer 094 30190 als Baudenkmal eingetragen.
Der Bau gilt als architektonisch qualitätvoll und stadtbildprägend.